# Mona Lisa (navire de croisière)
Pour les articles homonymes, voir Mona Lisa.
Le Mona Lisa (anciennement le Kungsholm, Sea Princess, Victoria et Oceanic II) est un navire de croisière appartenant aujourd'hui à Lord Nelson Seereisen.
Il a été construit en 1966 par la John Brown & Company au chantier Clydebank en Écosse sous le nom de MS Kungsholm pour la compagnie suédoise Swedish American Line.

Il fut réalisé comme un combiné de paquebot et de navire de croisière, avant d'être retravaillé pour ne devenir qu'un navire de croisière.

## Historique

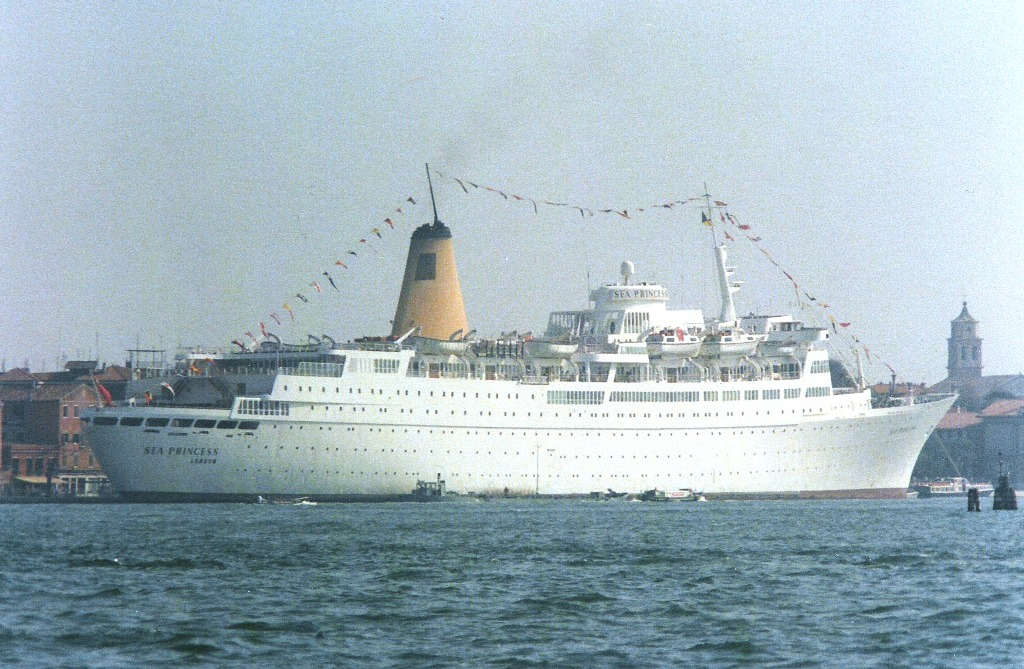
Le Sea Princess à Venise en 1986.

Le Kungsholm sort des chantiers de la John Brown & Company en 1966. Il a officiellement été construit comme un paquebot transatlantique, mais a également été conçu pour passer une partie de l'année comme navire de croisière.
En 1975, la compagnie maritime Swedish American Line fait faillite et le Kungsholm est vendu à la société Flagship Cruises qui l'utilise pour des voyages vers les États-Unis et garde son nom de MS Kungsholm.
Il est acheté par P & O Cruises en 1978. Cette société va considérablement changer son apparence, en enlevant les cheminées fictives et en travaillant les véritables cheminées. Il est également rebaptisé Sea Princess. La société le base en Australie pour y développer le marché de la croisière. Ce développement est ensuite alterné entre le Sea Princess et l’Arcadia.
En 1995, le Sea Princess est rebaptisé Victoria pour la fin de sa carrière avec la P & O Cruises. Ce changement de nom fut décidé pour permettre l'arrivée d'un nouveau navire chez Princess Cruises et de le nommer Sea Princess.
En 1999/2000, le Victoria est affrété par Union-Castle Line, qui fait repeindre la cheminée aux couleurs de leur société.
En 2002, le navire est mis en vente par P & O Cruises et commence à naviguer pour la société Holiday Kreuzfahrten. En tant que Mona Lisa, la cheminée est repeinte de la couleur de l'œuvre de son nom. La société est déclarée en faillite en septembre 2006.
Royal Caribbean Cruise Line, affrète le navire et le rebaptise Oceanic II.

Du 30 avril au 28 mai 2007, le navire est sous-affrété par la Louis Cruise Lines en remplacement du navire MV Sea Diamond, qui s'est échoué en Grèce. À la suite de cela, il est exploité par Pullmantur Cruises une filiale de Royal Caribbean Cruise Line, pour la saison d'été 2007 dans l'hémisphère nord.
Le navire est ensuite réaménagé pour devenir un navire d'éducation de Scholar Ship, le programme d'éducation international issu d'une collaboration entre sept grandes universités et Royal Caribbean Cruise Line.

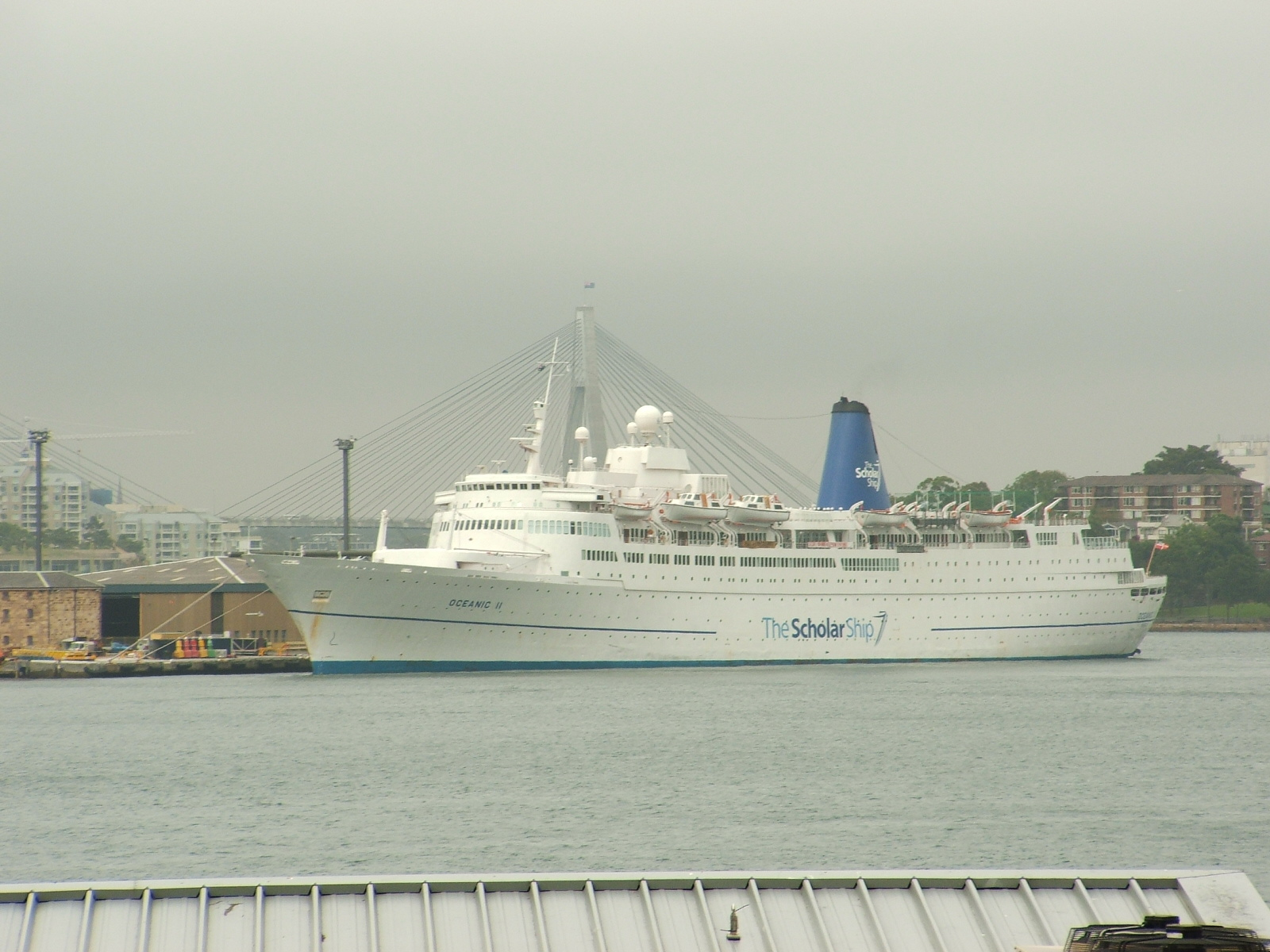
L’Oceanic II aux couleurs de Scholar Ship.

L’Oceanic II redevient le Mona Lisa en 2008 avant de voyager pour le voyagiste Lord Nelson Seereisen. Le 4 mai 2008, le Mona Lisa s'échoue sur un banc de sable ; il est libéré naturellement le 7 mai 2008, avant de passer une journée en cale sèche en Lettonie pour inspection de la coque. Les croisières reprennent le 8 mai 2008.
Après l'achèvement du contrat avec la Lord Nelson, le navire démarre une nouvelle carrière avec la Peace Boat pour la saison 2008/2009 dans l'hémisphère Nord.
Une lettre d'intention a été signé entre le propriétaire suédois actuel Lars entrepreuner Hallgren pour l'acquisition du navire en 2010. Il est prévu que certains éléments d'origine du navire seront modifiés afin de le reconvertir en hôtel flottant.

## Sources
- (en) Cet article est partiellement ou en totalité issu de l’article de Wikipédia en anglais intitulé « MS Mona Lisa » (voir la liste des auteurs).